# Dronavalli Harika
Dans ce nom Télougou, le nom de famille, Dronavalli, précède le nom personnel.
Dronavalli Harika ou D. Harika (Télougou|ద్రోణవల్లి హారిక) est une joueuse d'échecs indienne née le 12 janvier 1991 dans le district de Guntur (Inde) (Andhra Pradesh). Elle possède le titre de grand maître international (mixte) depuis 2011 et a été demi-finaliste du championnat du monde en 2012, 2015 et 2017.
Au 1er novembre 2015, elle est la 14e joueuse mondiale et la 2e joueuse indienne, avec un classement Elo de 2 513 points.

## Biographie et carrière

### Compétitions de jeunes
Dronavalli a appris à jouer aux échecs à sept ans. Elle a gagné le championnat asiatique des moins de 10 ans puis celui des moins de 12 ans. Elle a obtenu la médaille d'argent dans la catégorie féminine au championnat d'échecs du Commonwealth en 2003 à Bombay.
Elle a gagné trois titres féminins au Championnat du monde d'échecs de la jeunesse : en 2004 à Heraklion (Grèce) dans la catégorie des moins de quatorze ans, en 2006 à Batoumi (Géorgie) dans la catégorie des moins de dix-huit ans et en 2008 à Gaziantep (Turquie) dans la catégorie des moins de vingt ans (Championnat du monde d'échecs junior) avec un point d'avance.
Elle a reçu le prix Arjuna Award en 2007, avec pour entraîneur N.V.S. Raju.
Elle a eu la médaille de bronze aux Jeux asiatiques de 2010.

### Championnats du monde féminins
En décembre 2010, elle participe, parmi 64 joueuses, au championnat du monde d'échecs féminin où elle atteint les quarts de finale avant de se faire éliminer par la Chinoise Ruan Lufei. Lors du championnat du monde d'échecs féminin de 2012, elle perd en demi-finale face à Antoaneta Stefanova.
Lors du championnat du monde féminin de 2015, Dronavalli Harika est éliminée en demi-finale par Mariya Mouzytchouk qui remporta la finale.
| Année | Lieu                    | Résultat                         | Ultime adversaire    | Adversaires battues                                                       |
| ----- | ----------------------- | -------------------------------- | -------------------- | ------------------------------------------------------------------------- |
| 2004  | Elista                  | premier tour                     | Viktorija Čmilytė    |                                                                           |
| 2008  | Naltchik, Russie        | troisième tour                   | Lilit Mkrtchian      | Vera Nebolsina Anna Mouzytchouk                                           |
| 2010  | Hatay, Turquie          | quart de finale (quatrième tour) | Ruan Lufei           | Kruttika Nadig Tatiana Chadrina, Mariya Mouzytchouk                       |
| 2012  | Khanty-Mansiïsk, Russie | demi-finaliste                   | Antoaneta Stefanova  | Swaminathan Soumya, Elina Danielian Lela Javakhichvili Zhao Xue           |
| 2015  | Sotchi                  | demi-finaliste                   | Mariya Mouzytchouk   | Tatev Abrahamyan, Irina Krush, Alexandra Kosteniouk Meri Arabidzé         |
| 2017  | Téhéran                 | demi-finaliste                   | Tan Zhongyi          | Akter Liza Shamima Dinara Saduakassova Sopiko Guramishvili Nana Dzagnidzé |
| 2018  | Khanty-Mansiïsk         | troisième tour                   | Alexandra Kosteniouk | Sopiko Guramishvili Bela Khotenashvili                                    |

### Coupes du monde féminines
| Année | Lieu    | Résultat        | Ultime adversaire       | Adversaires battues                                                      |
| ----- | ------- | --------------- | ----------------------- | ------------------------------------------------------------------------ |
| 2021  | Sotchi  | troisième tour  | Valentina Gounina       | Medina Warda Aulia                                                       |
| 2023  | Bakou   | quart de finale | Aleksandra Goriatchkina | Michalina Rudzińska, Lela Javakhichvili, Eline Roebers                   |
| 2025  | Batoumi | quart de finale | Divya Deshmukh          | Pallathur Venkatachalam Nandhidhaa, Stavroúla Tsolakídou, Kateryna Lagno |

### Compétitions par équipes
Dronavalli fait partie de l'équipe d'Inde aux Olympiade d'échecs depuis 2004, à l'exception de l'édition 2022.
Elle joue notamment au premier échiquier de l'équipe qui remporte l'Olympiade de 2024 à Budapest.